# Мао Цземінь
Мао Цземінь (кит.: 毛澤民, упр.毛泽民, піньїнь Máo Zémín; 3 квітня 1896 - 27 вересня 1943) — брат Мао Цзедуна, голова державного банку Китайської Радянської Республіки в Жуйцзіні. Під час Другої світової війни він був відправлений до Сіньцзяну центральним комітетом партії в 1938. Разом з Чень Таньцю заарештовано воєначальником Шен Шіцаєм. Страчений 27 вересня 1943.

## Життя
Був молодшим братом Мао Цзедуна. Провчився у школі лише 4 роки. Восени 1921 навчався у Хунаньському університеті самонавчання.
Він вступив до комуністичної партії Китаю в 1922.
У листопаді 1922 організував страйк робітників у Чанші.
Наприкінці 1922 поїхав просувати робочий рух до Аньюань, обіймав посаду начальника економічного клубу робочих.
У 1931 призначений міністром економічного департаменту у Фуцзяні, Гуандуні та Цзянсі, пізніше був призначений керівником національного банку.
У жовтні 1934 як президент Національного банку для участі у Великому поході з Червоною Армією і служив політичним комісаром 15-ї Центральної бригади, допомагав збирати продукти, засоби та все постачання армії під час походу.
17 вересня 1942 разом з іншим комуністом Чень Таньцю заарештовано воєначальником Шен Шіцаєм, який раніше тісно співпрацював із Радянським Союзом. У в'язниці Шен Шіцай застосував тортури, щоб змусити Цземіня зізнатися у змові комуністичної партії Китаю проти уряду та змусити його вийти з комуністичної партії. Він відмовився поступитися і був страчений.
Його син, Мао Юаньсінь в останні місяці життя свого дядька виступав як його представник у Політбюро ЦК КПК.